# 桜井良太
桜井 良太（さくらい りょうた、1983年〈昭和58年〉3月13日 - ）は、日本のプロバスケットボール選手。三重県桑名市出身。ポジションはスモールフォワード。B.LEAGUE・レバンガ北海道に所属している。

## 人物
日本人離れした高い身体能力と、身長に似合わない類希なドリブル・ボールハンドリング力と視野の広さを持つ。また、高いディフェンス力と豊富な運動量を持ち、長年北海道を攻守共に支えている。積極的にドライブを仕掛け、相手のファールを誘発する事も得意であり、そこから成功率の高いフリースローで点を稼ぐ。ルーズボールには誰よりも貪欲に飛び付き、ガッツ溢れるプレーでファンも多い。また、持ち味は相手の進路に立ちオフェンスファールをもらう「テイクチャージ」。このプレー等もあり、常に怪我が絶えない選手である。元バスケットボール日本A代表、李相佰杯日本代表。家族は父・母・姉の4人。姉のもも子もかつて富士銀行やトヨタ紡織でプレーしていた。

## キャリア
小学3年生のときにJリーグができ、通っていた小学校のサッカークラブに入るが始めたばかりの子はピッチで練習をさせてもらえなかったため「楽しくないな」と思い3ヶ月でやめる。その後隣の小学校でバスケットをしていた姉から「人数が少ないからすぐに試合に出られる」と言われたのがきっかけでバスケットを始める。長島中に入学もチームは地区大会1回戦負けが多かったが女子は全国ベスト4になるくらい強いチームで、女子の練習相手をしているうちに男子も強くなりたいという思いがあり、最終的に県ベスト4に入る。ジュニアオールスターにも出場し、一緒に戦った選手の何人かが三重県立四日市工業高等学校に誘われていて、「一緒に三重県のバスケットを強くしよう」という話と、三重県協会の方々からも「県内でバスケットを続けて強くしてほしい」という話があり、県外の高校からも誘いがあったので最初はそっちに気持ちが傾いていたが、そういう経緯があって最終的には四日市工を選ぶ。しかし、誘ってくれた先生が、入学した年に違う学校に異動になってしまい、アシスタントコーチだった水谷幸司がヘッドコーチになり、3年間バスケットを教わる。
四日市工に入学。高校3年生時のインターハイ初戦、西塔佳郎、松本怜、伊藤孝志らを擁する強豪福岡大学附属大濠高等学校を相手に37点（3P1本、2P13本、フリースロー8本）をする活躍で番狂わせを起こしてみせた。そんな彼の名を一躍全国に知らしめたのが、高校3年生時のウィンターカップ。長谷川誠、田臥勇太など数多くの名選手を輩出している秋田県立能代工業高等学校を相手に、51点（うちフリースロー連続記録達成/21本、3P/6本、ダンク/3本）、7ブロックという大活躍により、ここでもインターハイに続いて、大番狂わせを起こしてみせた。その活躍が『スラムダンク』の流川楓と重なったのか、世間から“リアル流川”と呼ばるようになる。またダンクでリングを掴んだまま回転するさまからメリーゴーランドダンクとも呼ばれ、全国区の選手へとのし上がった。
高校卒業後は姉が関東の実業団でプレーしていたので関東周辺の大学を見学に行ってくれたが、東海地区の大学に行ってもリーグ戦で関東の大学とも試合があると思っており、愛知学泉大学の小野秀二監督に誘われていたこと、学泉の練習がすごくしっかりしているという噂を聞いていたこと、さらに愛知なら地元三重に近いという理由でに学泉に入学。しかし学泉に誘ってくれた小野は入学する時にトヨタに行ってしまう。1年生時から東海地区、西日本の各大会での新人王を受賞、その後も最優秀選手賞などを受賞。在学中は東海学生リーグ4連覇、4年時にMVPも獲得している。そうした活躍が認められ、転機は大学3年生の時に訪れる。2003年日本A代表監督にNBAプレーヤーのトニー・クーコッチやドラゼン・ペトロヴィッチを育てたジェリコ・パブリセヴィッチが就任。彼によって、未来の日本代表を担う大学生を集めたスプリングキャンプが行われ、その参加メンバーに選出される。このキャンプで監督の目に止まり、同年日本A代表候補に大学生として西塔佳郎、大宮宏正、竹内譲次、竹内公輔、菅谷徹らと共に選出される。その後ヨーロッパ遠征を経て、キリンカップバスケットボール2004、第1回スタンコビッチカップに出場。
その後、第2回のスプリングキャンプにも参加、2005年のA代表候補にも選ばれ、スタメンに定着。第23回FIBAアジア男子バスケットボール選手権大会東アジア地区予選に出場後、2度目のヨーロッパ遠征を経て、キリンカップ・バスケットボール2005、キリンインターナショナルバスケットボール2005、第23回FIBAアジア男子選手権に出場。そして、この第23回FIBAアジア男子選手権においてオールアジア2ndチームに選ばれる。
学泉に誘ってくれた小野が「大学の時は誘ったのに指導することができなかったから、ウチのチームに来て今度こそ一緒にバスケットをしよう」と誘ってもらい、トヨタ自動車アルバルクに入団。しかし、入団する年にまたも小野は日立サンロッカーズ（現SR渋谷）に移籍する。高校、大学、実業団と誘ってくれた人の下でプレーしたことが一回もなく、入るといなくなるというジンクスがあるみたいだと話している。
アルバルクではスーパーリーグ2005-2006年シーズンに、新人ながらもアルバルクの優勝に貢献。個人としてはキャリアで初めての日本一を経験する。しかし当時のチームには折茂武彦や渡邉拓馬、齋藤豊の他、ポジションは違うが高橋マイケルなど日本代表か元代表クラスの選手ばかりで、代表活動には参加していたがチームでは全然試合に出られないというもどかしい時間が続き「優勝した」というのはあまりなく、とにかく試合に出たいという気持ちでいっぱいだったと語る。どうしたら試合に出られるかを考えたが、オフェンス面では当時のチームメイトを上回れる自信がなく、ケガであまり試合に出られていなかったがバスケットIQが高いと認めていた同期の石田剛規にいろいろ相談する。また1年目の終わりくらいにジョン・パトリックHCから「ディフェンスで相手のポイントガードに付いて、とにかくフルコートでプレッシャーをかけてくれ」と言われる。あとは速攻で走って点を取ること。それがあって2年目には15分から20分くらいの出場時間をもらい、気持ちにも余裕ができて2シーズン連続の優勝を喜ぶことができた。これらの経験でこの時期にディフェンシブや泥臭いプレースタイルにシフトしていった。
2006年、日本で開催されるFIBAバスケットボール世界選手権に向けた日本A代表に選ばれる。
2007年、キャリア3年目にプレータイムがもっと欲しかったのと、「自分が中心のチームでプレーオフや優勝に絡んでいきたい」という思いから、新設チームのレラカムイ北海道へ移籍し、初挑戦となるPGに挑んでいる。ターンオーバーとパーソナルファールの減少が課題ではあるが、高い身長と持ち前の攻撃力を生かしたゲームメイクをする。東野智弥HC曰く、「世界基準のPG」と称されるがメインポジションはやはりSFであった。2008-09シーズン終了後にロサンゼルス・レイカーズ（NBA）へサマーリーグ出場をかけたワークアウト兼トライアウトに参加も結果は不合格であった。
2013年のNBLオールスターに選出されている。
2016年、第2の地元となった北海道とバスケットボールに貢献すべく、『桜井良太 SKILL WORK OUT SCHOOL』を開校し、子供たちの指導に当たっている。現役選手がスクールを開校するのは珍しいが、トッププレイヤーの動きを実際に見ながら指導を受けられるので好評となり、メディアでも取り上げられている。
2019年4月10日のホーム栃木戦で、連続試合出場記録が600試合に更新された。怪我が多いが、常にコートに立ち続け「鉄人」と呼ばれている。
2020年1月29日のアウェー秋田戦で、JBL時代のトヨタ自動車（現・A東京）1シーズン目（当時JBLスーパーリーグ）の2006年2月12日の日立（現・SR渋谷）戦から14シーズンかけ積み上げてきたレギュラーシーズン連続試合出場記録が「636」で途切れた。
2023年6月29日に、2023-2024シーズン限りで現役から引退することを表明した。桜井の背番号「11」に合わせ2024年1月11日にレバンガ北海道が「引退試合」を6月8日、北海きたえーるで開催することを発表した。レバンガの「引退試合」開催は、2022年6月18日に行った折茂武彦以来、2人目。
2024年6月11日、レバンガ北海道ゼネラルマネージャー就任と自身が付けていた背番号11が永久欠番になることが発表された。

## 経歴
- 四日市工業高校
- 愛知学泉大学
- トヨタ自動車（2005年〜2007年）
- レラカムイ北海道（2007年〜2011年）
- レバンガ北海道（2011年～2024年）